# Hildegarde (fille de Louis le Pieux)
Pour les articles homonymes, voir Hildegarde.
Hildegarde, née vers 803, est la fille de Louis le Pieux (778-20 juin 840) et d’Ermengarde de Hesbaye (778-818).
Elle épouse Gérard d'Auvergne et devient abbesse de l'abbaye Saint-Jean de Laon, après octobre 841, jusqu'à sa mort probablement le 23 août 860[réf. nécessaire].